# Кайлинская волость (Тарский уезд)
Кайли́нская волость — административно-территориальная единица Тарского уезда Тобольской губернии (до 1917), Акмолинской (Омской) области (1917—1918), Тюменской губернии (1919), Омской губернии (1920—1924).
Волостной центр — село Кайлинское.

## История
Журналом общего присутствия Тобольского губернского управления от 31 декабря 1913 года за № 729, постановлено: разделить с 1 января 1914 года Слободчиковскую волость на три самостоятельные (Слободчиковскую, Тавинскую, Кайлинскую). Кайлинская волость с местопребыванием волостного правления в селе Кайлинском, в составе села Кайлинского, деревни Ильиной, деревни Резановой, деревни Бадаговой, деревни Колмаковой, деревни Хуторы, деревни Угут. Перечислить с 1 января 1914 года деревни Красноярку, Фокину, Балахлей, Басаргуль Каргалинской волости в состав Кайлинской волости. Кайлинскую волость включить в состав крестьянского начальника 4 участка Тарского уезда.
Постановлением Сибревкома от 24 сентября 1924 года в связи с укрупнением волостей вошла в состав Усть-Ишимской волости (преобразованая в 1925 году в Усть-Ишимский район Тарского округа Сибирского края с образованием сельских советов Кайлинский, Резановский).

## Административное деление

### Состав на 1924 год
| - село Кайлы - деревня Бадагова - деревня Басаргуль - деревня Балахлей - деревня Ильина - деревня Колмакова - деревня Колпакова - деревня Красноярка - деревня Резанова - деревня Таласунка | - деревня Фокина - деревня Угут - деревня Хуторы |

### Административные участки
- II полицейский стан Тарского уезда с центром в селе Викуловское;
- IV участок крестьянского начальника Тарского уезда с центром в селе Викуловское;
- VI участок полицейского урядника Тарского уезда с центром в селе Усть-Ишимское;
- Тарский участок прокурора Тобольского Окружного Суда Тарского уезда с центром в городе Тара;
- VI следственный участок мирового судьи Тарского уезда с центром в селе Викуловское;
- Тарский участок податного инспектора Тарского уезда с центром в городе Тара;
- III район инспектора народных училищ Тарского уезда с центром в городе Тара;
- IV участок сельского врача с центром в селе Викуловское.

### Сельские общества
- 1914 год — 16 населённых пунктов, 0 сельских обществ;
- 1915 год — 11 сельских обществ.

## Религия
Кайлинский православный приход входил во II благочиние Тобольской епархии с центром в посёлке Екатерининский.

## Население
Национальный состав волости:
- Русские;
- незначительное число других.